# Ла Плаја (Порторико)
Ла Плаја (шп. La Playa) град је у америчкој острвској територији Порторико, острвској држави Кариба.

## Демографија
По попису из 2010. године број становника је 1.900, што је 239 (-11,2%) становника мање него 2000. године.
| Група             | 2000.         | 2010.         |
| Белци             | 7 (0,3%)      | 5 (0,3%)      |
| Афроамериканци    | 183 (8,6%)    | 216 (11,4%)   |
| Азијати           | 10 (0,5%)     | 1 (0,1%)      |
| Хиспаноамериканци | 2.132 (99,7%) | 1.894 (99,7%) |
| Укупно            | 2.139         | 1.900         |